# 涙のtake a chance
「涙のtake a chance」（なみだのテイク・ア・チャンス）は、風見慎吾（現：風見しんご）の4枚目のシングル。
1984年12月21日にフォーライフ・レコード（現：フォーライフミュージックエンタテイメント）からリリースされた。

## 概要
これまでの爽やかアイドル路線から一転して、バックダンサーチーム「ELECTRIC WAVE」とともに激しくブレイクダンスを踊りながら歌うパフォーマンスを披露。リズミカルなステップを踏み、間奏ではウィンドミルやその場飛びの後方宙返り、ロンダートからのバク宙などの大技を決めた。

## 制作

### ブレイクダンス（ブレイキン）の導入
風見はアメリカ映画『フラッシュダンス』（1983年7月日本公開）を都内で観て、作中、少年たちがブレイクダンスを踊る短いシーンを見て衝撃を受けた。その後、何かの授賞式でハービー・ハンコックが「Rockit」をステージでパフォーマンスするのを観ていたら、演出としてミュージック・ビデオ（MV）で出たマネキンが後ろに何体か置いてあり、同曲のMVではブレイクダンスはやらないが、ずっと後ろに立って動かなかったマネキンは実はダンサーで、曲の最後の最後に急にブレイクダンスを始めてビックリした。「これだ！」と、最初はコンサートでこれをやってみたいと思い付き、ブレイクダンスの習得を決意。風見はデビュー前に哀川翔らと原宿歩行者天国でストリートパフォーマンスをしていた頃、バク転・バク宙担当だった。しかし、当時国内では指導してくれる振付師が見つからなかったため、何のあてもなく、今日より危険なアメリカニューヨークに単身出向いた。タイムズスクエア近くのストリートでブレイクダンスを踊っているという情報を得て、そこにプエルトリコの子ども達が投げ銭を貰いながら大道芸のようにブレイクダンスを踊っていて、毎日朝から晩まで観ていたら、向こうも「毎日アジア人が来てるぞ」と顔を覚えられて、片言英語で「それを教えてくれ」と頼み、それを録画したホームビデオを彼らから買い、帰国後もビデオを何回も何回も「スロー再生」で見て研究し、独学で練習した。

### ブレイクダンス
風見の前曲までの振り付けは土居甫が担当していたが、土居から「シンゴちゃん、そういうのは舞台でやっちゃいけないダンスだよ」「ブレイクダンスを教えられる者は日本にいない」などと言われたため、風見がディスコを回り、バックダンサーを探した。これが風見とともにテレビ出演し、風見のバックでブレイクダンスを披露したELECTRIC WAVEのメンバー。この中にヒップホップのキーパーソンとなるCRAZY-AやCAKE-がいた。「涙のtake a chance」の振り付け・ブレイクダンスのアイデアは、風見がニューヨークから持ち帰ったものと、マイケル・ジャクソンやプリンスなどのダンスを取り入れ、ELECTRIC WAVEのメンバーとともに創り上げたものという。

### レコードリリース
『欽ちゃんの週刊欽曜日』の企画会議で、風見にエンディング曲を歌わせるという演出が持ち上がった。その曲は後に「わらべ」が歌うことになる「時計をとめて」だった。バラード調の素晴らしい曲で、これが風見の4枚目のシングル曲になる予定だった。ところが風見は「あの、別にやりたいことがあるんですが…」とこれに異を唱えた。芸能界で絶大な影響力を持つ萩本欽一に、デビュー間もない若手タレントが番組演出について意見したため、会議室が一瞬で凍り付いた。制作スタッフからは「お前何を言っているんだ！」「100年どころか1万年早いわ！」などと怒声を浴び、針のむしろ状態だった風見に、萩本は「じゃあ、何がやりたいんだ。ちょっと見せてみな」と静かに言った。風見は師匠の萩本の前でブレイクダンスを踊り、アメリカで学んできた最新のダンスムーブを披露した。どれも国内では全く知られていないダンスで、萩本は当惑しながら「うん、よく分からないなぁ」と言い、ムーンウォークにいたっては「前に進みたいんだか、後ろに行きたいんだかどっちなんだ」と切り捨てられた。だが、同時に「面白い動きではある」と話し、しばらく考えこむと、周りのスタッフに「しんごのこの動きに合う曲をレコード会社に持ってこさせて」と言った。その日のうちに風見に届いた曲が「涙のtake a chance」だった。萩本は、バックダンサーをテレビに出演させることも了承し、結果的に風見の希望を全部飲んでくれた。萩本は「お茶の間に広めたいのなら、ただ凄いことをするだけじゃなく、（視聴者が）練習すれば真似できると思わせるように」とアドバイスされ、スピードを落としたり、シンプルな見せ方を工夫した。

### テレビパフォーマンス
売れっ子タレントが海外に行って、新しいダンスを学んで帰ってきた、というストーリーは今日なら話題になり、披露する場所も即座に作られると見られるが、1980年代の芸能界でブレイクダンスをテレビで披露するのは「大変だった」。前述のように即席で作られた歌は、本来失恋を歌った曲で、ブレイクダンスは曲のイメージを無視しており、急に寝転がったり、バク中を始めたり、ダンスを前面に押し出したパフォーマンスは前例のないもので、音楽番組の現場ではテレビでブレイクダンスを演ることに対して冷ややかな反応。生放送が当たり前だった当時の音楽番組は、事前にどのカメラでどの動きを映すかというカット割りを緻密に決められるが、歌いながら踊りまくる風見のパフォーマンスとは食い合わせが悪い。おまけにブレイキンの"作法"に則って、間奏中はバックダンサーがフリースタイルで技を披露するから、カメラマンもダンサーをどのように画角に収めるかも決められない。結局、当時「視聴率100％男」と呼ばれた萩本欽一の隠然たる影響力もあって、テレビでも問題なく、ブレイクダンスを披露することが出来た。風見は歌番組に出演する際、この曲を口パクなしでこなした。生放送のパフォーマンスのため、カメラ画角の外からバク転でフェードインする演出では、勢い余って照明機材に突っ込んだ。テレビスタジオの硬いフロアで踊ると全身青あざだらけで、両足の内転筋を切ったこともあるという。1985年のNHK『レッツゴーヤング』の収録でマイクを落としてしまうハプニングがあったが、当日は真隣の渋谷公会堂から『ザ・トップテン』（日本テレビ）の生放送もあったため撮り直し時間がなくそのまま放送された。後に大御所歌手となる先輩たちからは「運動会みたいな曲だな」「君は歌はやめた方がいい」と苦言を呈された。それでも、風見が披露した迫力のあるブレイキンはお茶の間の子どもたちの心をつかんだ。
なお、1985年放送のフジテレビ系ドラマ『スタア誕生』や、『ヤヌスの鏡』に出演した際にも、一部ブレイクダンスを踊っているシーンがある。

## チャート成績
オリコンチャートでは、週間最高10位にランクされ、風見自身デビュー・シングルの「僕笑っちゃいます」（1983年5月）に次ぐヒット曲となる。
『ザ・ベストテン』（TBS系）では翌1985年1月17日付で17位に初登場。1月31日付で7位に入り、最高4位（2月14日付）まで上昇した（3月14日付の10位迄7週連続10位以内にランク）。

## 評価
当時、日本の歌謡界における踊りは手足を動かす「振付」がメインで、ピンク・レディーやジャニーズ系男性アイドルなど踊りを売り物にする歌手はいた。だが、本作はダンスに歌が付いている、といえるほど全身を使ってパフォーマンスしている。このことにより、今日隆盛を極めるダンスミュージックの先駆者として評価される。
当時、舞台で踊れるのはジャズダンスやタップダンス、バレエといった伝統ある踊りで、ブレイクダンスは路上で見せる客寄せの踊りという扱いだった。しかし、風見のパフォーマンスをテレビで見て、ブレイクダンスを始めた者も多かった。日本におけるブレイクダンスの先駆者であり、テレビを通して日本中にブレイクダンスを広めた人物の1人である。
本曲のテレビ披露がダンス業界や音楽業界に与えた影響は計り知れず。それまで振付やダンスは歌詞との連動で魅せる情景描写のためにあるものという考え方が常識。「涙のtake a chance」は"歌謡曲にブレイクダンスを取り入れた"と評されることが多いが、風見が実際にやったことは、むしろその逆、"ブレイクダンスに歌謡曲を取り入れた"ものだった。風見は完全に歌を捨て、曲調との齟齬が生じかねないところを大胆に、なかば強引にブレイクダンスを導入した。まずこれ以前、日本に於けるダンスの状況は"ダンスなんてオンナがやるもの"という認識が強かったが、日本中の男の子たちにダンスを始める切っ掛けを作ったこと、風見はテレビでもスポーツウェアを着て歌い踊り、テレビ局内でもスポーツウエアを着て徘徊した。これはヒップホップのストリートファッションの初期段階を示す事例であった。また歌番組に与えた影響でいえば、ブレイクダンスの激しい動きから、アスリートの機敏な動きを捉える画角を瞬時に判断できるカメラワークが求められるようになったこと。「涙のtake a chance」の間奏部分は一般的な歌謡曲のそれに比べて明らかに長いが、これは風見の回転技を披露するために担保された時間と、バックダンサーチーム「ELECTRIC WAVE」の技を個別に見せるための配慮であった。黒子に徹するバックダンサー（バックアップダンサー）が主役を差し置くようなステージ前部で踊ることなど常識では有り得ないが、風見がそれを許した、あるいは望んだとされ、以降のダンス&ボーカルグループでは、ダンスとボーカルは分離され、歌パート以外にダンサーがダンスを披露する時間が曲内に設けられるなど、後のダンス・ミュージックのライブパフォーマンスに大きな影響を与えた。
岡村隆史（ナインティナイン）やガレッジセールが風見をリスペクトする存在と語ったことがある。
本作のリリースから25年後の2009年、マドンナの欧州ツアーのバックダンサーを務めたTAKAHIROは日本テレビ『速報!歌の大辞テン』で見た風見の「涙のtake a chance」に衝撃を受け、ダンスにのめり込んでいったと話している。2010年9月6日放送の「やりすぎコージー」（テレビ東京）でも今田耕司が「風見しんごさんのブレイクダンスは凄かった」と絶賛して当時の映像を紹介した。
近年では、40代のテレビ局のディレクターやプロデューサーから「ダンスを真似していました」と声を掛けられる。当時影響を受けた子供たちが大人になり、その子供もダンスを踊っているということがあるという。そうしたファンのイメージを守るためにも、運動や食事に気を付けて体づくりをしている。

## 収録曲
| 全作詞: 荒木とよひさ、全作曲: 福島邦子、全編曲: 小泉まさみ。 |                                                    |              |            |      |
| #                                                            | タイトル                                           | 作詞         | 作曲・編曲 | 時間 |
| 1.                                                           | 「涙のtake a chance」                              | 荒木とよひさ | 福島邦子   | 4:19 |
| 2.                                                           | 「涙のtake a chance -Instrumental Dance Version-」 | 荒木とよひさ | 福島邦子   | 4:57 |
| 合計時間:                                                    | 合計時間:                                          | 9:16         |            |      |